# قطعنامه ۴۴۶ شورای امنیت
قطعنامه ۴۴۶ شورای امنیت سازمان ملل متحد که در تاریخ ۲۲ مارس ۱۹۷۹ (۲ فروردین ۱۳۵۸) تصویب شد، سندی بین‌المللی دربارهٔ سرزمین‌های اشغالی توسط اسرائیل است. این قطعنامه طی نشست ۲٬۱۳۴ام با ۱۲ رای موافق، ۰ مخالف و ۳ ممتنع تصویب شد.